# المغاسل
المغاسل هي إحدى القرى اللبنانية من قرى قضاء راشيا في محافظة البقاع.